# Porte de la Casbah
Porte de la Casbah est un tableau réalisé par le peintre français Henri Matisse en 1912-1913. Cette huile sur toile est un paysage urbain qui représente une porte de la casbah de Tanger, au Maroc. Partie d'un ensemble parfois appelé le Triptyque marocain, cette œuvre appartient un temps à la collection d'Ivan Morozov. Elle est conservée au musée des Beaux-Arts Pouchkine, à Moscou, depuis 1968.

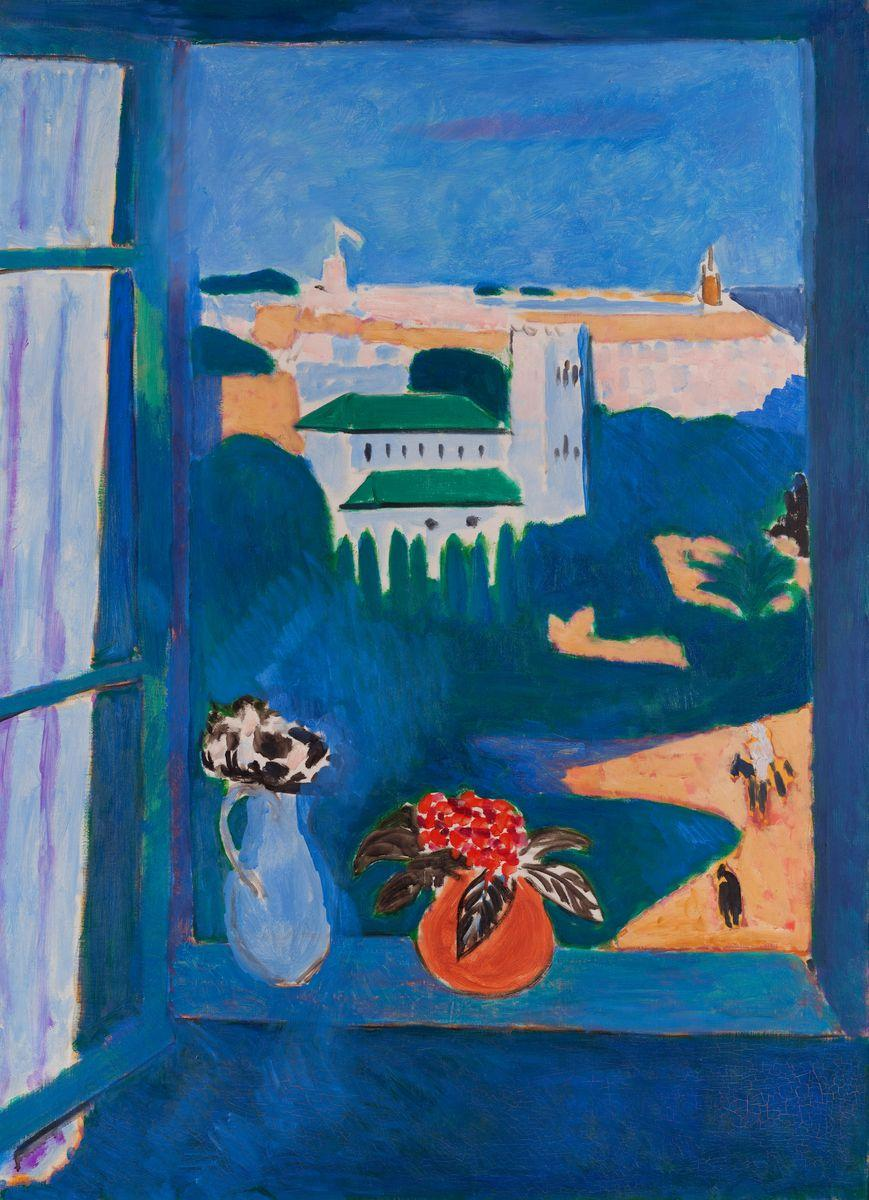
Vue de la fenêtre, 1912-1913 – Musée des Beaux-Arts Pouchkine, Moscou.
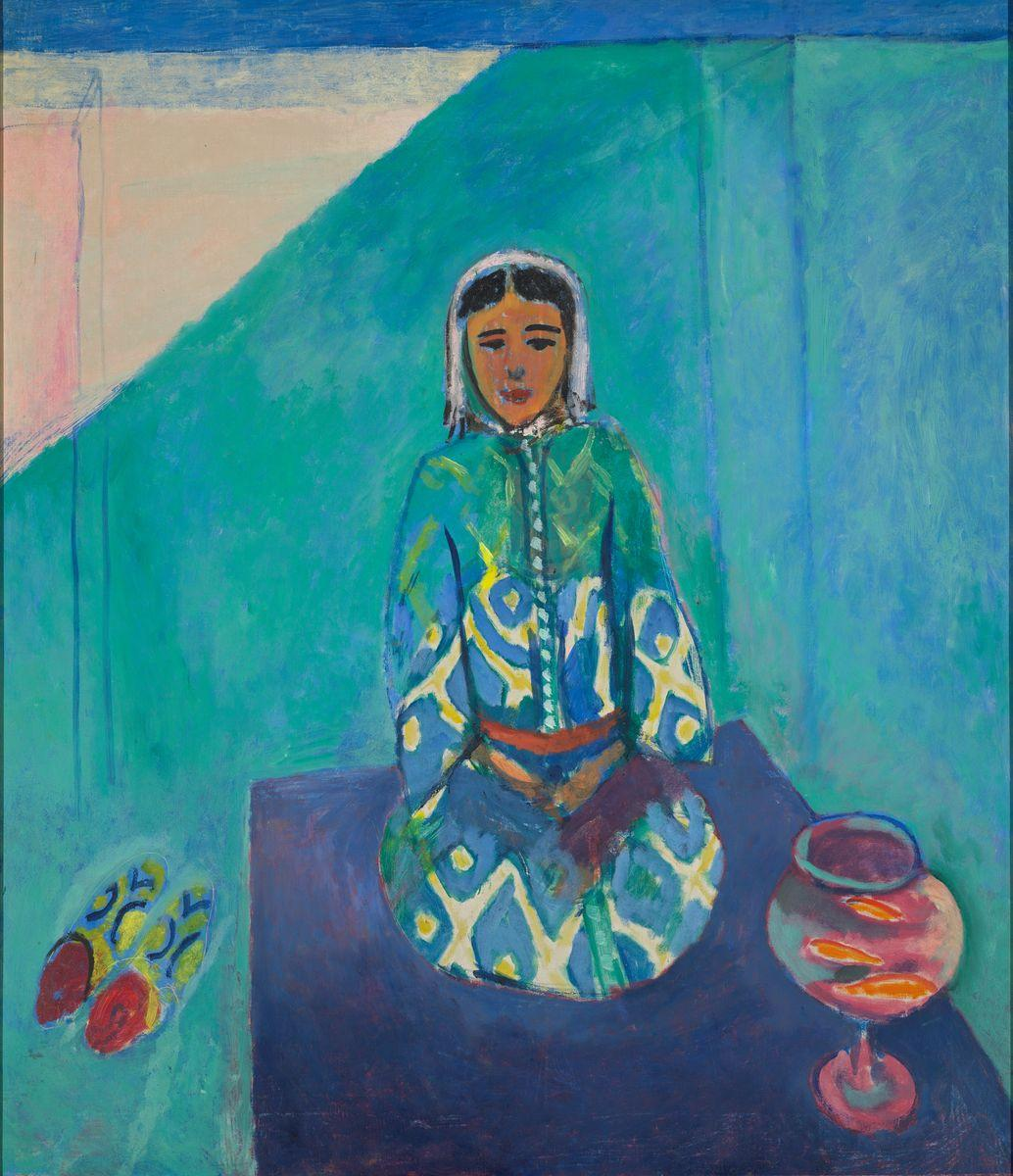
Zorah sur la terrasse, 1912-1913 – Musée des Beaux-Arts Pouchkine, Moscou.